# Футболист (фильм)
«Футболист» — советский фильм Александра Гордона. Экранизация одноимённой повести Анатолия Степанова.

## Сюжет
Фильм снят по повести Анатолия Степанова о бывшем футболисте Олеге Норове, который пытался противостоять дельцам теневого тотализатора. Норов, став тренером, замечает на одном из матчей позиционный просчет защитника, приведший к голу. Норов уверен — выпестованный им юниор не мог так грубо ошибиться.
Несколько встреч с нужными людьми и сопоставление фактов приводят Норова к выводу: матчи чемпионата страны продаются и покупаются, их сценарий и итоговый счет прописаны заранее. С помощью нескольких старых друзей Норов начинает расследование. Распутав клубок, он решает сорвать договорной матч. Игра действительно проходит честно и завершается не с тем результатом, которого ждали серые букмекеры, но за всё нужно платить, и ценой становятся человеческие жизни. Вскоре власти (по указке Норова и его друзей) разгромили спортивную мафию во главе с махинатором по кличке «Человек-гора», потому что справедливость всегда на стороне закона.

## В ролях
- Валентин Гафт — главный тренер футбольной команды Олег Александрович Норов
- Евгений Лазарев — Георгий Станиславович («Гоша»), директор футбольного клуба
- Владимир Ферапонтов — Михаил, друг Олега Норова
- Борис Химичев — Теодор Георгиевич, «Тэд»
- Аристарх Ливанов — Валерий Марков
- Татьяна Лаврентьева — Зоя
- Леван Мсхиладзе — Арсен
- Николай Лазарев — Игорь
- Виктор Дёмин — Григорий Давыдович («Человек-гора»), главарь мафии
- Екатерина Тарковская — Катя
- Лариса Данилина — Тамара
- Борис Клюев — Альберт, спортсмен-боксёр
- Юрий Слободенюк — Юра
- Станислав Коренев — Эдуард
- Эдуард Хруцкий — эпизод

### Роли дублировали
- Юрий Саранцев

## Критика
«Футболист» – яркий образец осмысления времени, которое пришло следом за волной перестройки. Александр Гордон не желал быть частью этого, оттого и завершил этим фильмом свою режиссёрскую карьеру. В 2000-е гг., когда «кооперативное кино» ушло в прошлое, и появилась возможность работать профессионально, постановщик предпочёл писать книги, не желая восхвалять мнимую стабильность, якобы пришедшую на смену «проклятым 90-м». И сложно в этой связи не вспомнить мудрую фразу народного политика Виктора Черномырдина – «никогда такого не было, и вот опять».Андрей Волков (Посткритицизм), 